# Вепси
Вепсите са малък угро-фински народ, населяващ главно части на Русия, по-специално в Република Карелия, също така и във Вологодска област и Ленинградска област. Говорят вепски език, който принадлежи към балто-финските езици. В Русия към 2010 г. живеят 5936 вепси. В днешно време почти всички вепси говорят руски език като майчин. Младите поколения, по принцип, не говорят родния си език.